# Stevenia deceptoria
Stevenia deceptoria is een vliegensoort uit de familie van de pissebedvliegen (Rhinophoridae). De wetenschappelijke naam van de soort is voor het eerst geldig gepubliceerd in 1847 door Loew.